# Mariann Fischer Boel

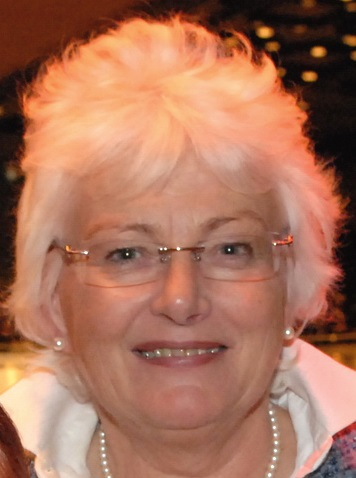
Mariann Fischer Boel

Mariann Fischer Boel, född 15 april 1943 i Åsum på ön Fyn, är en dansk politiker. 
Fischer Boel har varit ledamot av Folketinget för högerpartiet Venstre sedan 1990 och var jordbruksminister i Anders Fogh Rasmussens regering 2001-2004. Hon var 2004-2010 EU-kommissionär med ansvar för jordbruksfrågor i Kommissionen Barroso I. I denna roll var hon pådrivande för att marknadsanpassa den gemensamma jordbrukspolitiken, till exempel genom att i högre utsträckning frikoppla stödet från produktionen. Denna process inleddes av hennes företrädare Franz Fischler och under Fischer Boel har sektorsreformer inom marknadsordningarna för socker (2005), frukt och grönt (2006) och vin (2007) genomförts samt 2008 års övergripande reform (hälsokontrollen).

## Fotnoter
1. ↑  Store norske leksikon, Store norske leksikon-ID: Mariann_Fischer_BoelStore_norske_leksikon.[källa från Wikidata]
2. ↑  Munzinger Personen, Munzinger person-ID: 00000024988, läst: 9 oktober 2017.[källa från Wikidata]